# USS Shrike (1999)
USS Shrike (Nederlands: Klauwieren) was een Amerikaanse mijnenjager van de Ospreyklasse. Het schip, gebouwd door Intermarine USA, Savannah, was het tweede schip bij de Amerikaanse marine met de naam Shrike. De schepen van de Ospreyklasse waren de eerste schepen bij de Amerikaanse marine die ontworpen waren als mijnenjager.